# 莫干山会议
莫干山会议，是中华人民共和国1984年9月在浙江省德清县莫干山召开的“中青年经济科学工作者学术讨论会”，推动了中国经济体制改革的进程。

## 背景
在莫干山会议开幕式上，主办单位之一《经济学周报》主编王瑞荪在讲话中提到会议背景时说：“这次会议是在我国经济体制改革深入发展、经济科学研究十分活跃的情况下召开的。”1978年12月，中共十一届三中全会作出经济体制改革的决策。起初经济体制改革重点在农村，城市仅进行了企业层面局部的放权让利试点。到1984年，农村改革已有很大发展，但城市改革总体仍未起步，国家面临从农村改革和企业局部试点改革拓展为全面改革。邓小平指出“改革要从农村转到城市”。但因计划经济体制的影响，以及意识形态原因（例如在1983年“清除精神污染”运动中，党内有人将商品经济理论作为“精神污染”加以批判），改革举步维艰。
1984年春节，邓小平视察南方，回北京后于2月24日发表关于经济特区和增加开放城市的讲话。中共高层决定，拟在1984年10月召开中共十二届三中全会，讨论和决定经济体制改革若干重大问题。
当时理论上遇到的突出问题是中国经济体制改革的目标模式，即继续按计划经济体制（或该体制的变形——“计划经济为主，市场调节为辅”）运作，还是走向社会主义商品经济。早在1980年代初，经济学界已提出以“社会主义商品经济”作为改革目标模式的理论依据，如薛暮桥在《关于经济体制改革的初步意见》的说明中说，“现在我们提出现阶段的社会主义经济，是生产资料公有制占优势，多种经济成分并存的商品经济，是对30年来占统治地位的教条的挑战。”但这种观点受到党内部分人的反对，如参加中共十二大报告起草的袁木致信胡乔木说，“绝不能把我们的经济概括成商品经济”，否则“必然会削弱计划经济”。胡乔木批转了此信，此后“社会主义商品经济论”受到批判。但到1984年起草中共十二届三中全会《关于经济体制改革的决定》时，无法回避这一重大问题。史料记载，“这一文件的起草于1984年6月开始。用了一个多月时间提出了一个提纲，但这个提纲：没有脱离原来的‘计划经济为主，市场调节为辅’的调子，当时的中共中央总书记胡耀邦对此很不满意，因此，重新调整了文件起草班子。”
1984年6月，中央领导提出：“现在更需要的是大胆探索。”为此，在中共十二届三中全会拟作出经济体制改革决定前，需要社会各方面包括中青年经济学者“大胆探索”，为中央献策。自中共十一届三中全会后，随着思想解放运动的开展，一批中青年经济学者活跃起来。当时主要有三支经济科学工作者队伍：一是高等学校的青年教师和研究生；二是中国社会科学院及地方社会科学院青年研究队伍；三是在京的中央和国家部委的相关研究机构，及挂靠在相关部委、具有民间性质的研究组织（例如“中国农村发展问题研究组”，简称“农发组”）的青年研究人员。此外，民间还有许多关心改革的中青年。
这些经济科学工作者敢想敢说，提出了许多有价值的见解。例如1979年底，北京青年学者朱嘉明、王岐山、翁永曦、黄江南受到国务院总理赵紫阳接见，就改革开放听取他们的意见，这是第一次“老青对话”，参加者还有国务院负责经济工作的干部。此后这四青年署名发表的文章主要有《我国国民经济目前所面临的困难、决策选择和近期前景》（1980年12月2日发表于《中国未来研究会首届全国学术讨论会简报》第12期）、《关于我国当前经济形势和国民经济调整问题的若干看法》（1981年1月10日发表于红旗杂志社总编室编《内部文稿》第1期（总47））、《关于我国经济调整与改革若干阶段问题的看法》（1981年4月）、《广东省经济发展模式初探》（1981年8月）、《对我国农业发展战略问题的若干看法》（1981年11月《经济研究》1981年11期）、《关于当前我国国民经济问题的若干看法》（1982年1月）等。1983年11月，杂志上发表了署名“忻汉”的《站在坚实的大地上——对四位年轻同志的研究和探索的介绍》一文，这是媒体首次将他们称为“四君子”。
此外在上海、天津、广东、浙江、内蒙古、陕西等地的青年经济学者也十分活跃。这些都为莫干山会议的召开提供了思想和组织基础。

## 筹备
莫干山会议是由中青年经济学者民间发起，新闻单位及地方研究机构主办，中央和国家有关部门人员参加和支持的会议。中心议题是“城市经济体制改革”。“中青年经济科学工作者学术讨论会”这一名称及会议地点莫干山是1984年2月由国务院技术经济研究中心朱嘉明、浙江省经济研究中心刘佑成、中国社会科学院工业经济研究所黄江南以及孙皓晖4个人最初在浙江杭州商议提出，回北京后朱嘉明、黄江南又与《经济学周报》张钢、中共中央书记处农村政策研究室王岐山等商议并获得支持。中共中央书记处农村政策研究室支助会议经费。
1984年初夏的一天，朱嘉明、黄江南、张钢到天津南开大学经济研究所进行学术交流，与研究生见面座谈。该所研究人员李罗力、杜厦、金岩石、常修泽等人出面对话。讨论中，朱嘉明等人希望中青年聚会，获得该所人员赞同。后来在从天津回北京的火车上，朱嘉明等人形成了较清晰的构思，并起草了关于召开“青年经济科学工作者会议”的材料。
当时中青年经济学者民间主办这一全国性学术讨论会有困难。乃由中央级新闻单位和地方研究机构出面主办。《经济日报》、《经济学周报》、中央人民广播电台、《世界经济导报》、《中国青年报》、《中国青年》、《中国村镇百业信息报》、《经济效益报》、浙江省社会科学院、浙江省经济研究中心等单位先后参与作为联合主办单位。
会议成立了筹备工作组。组长张钢，副组长徐景安（国家体改委）、黄江南，成员卢健（中央财经领导小组办公室）、周其仁（中国农村发展问题研究组）、高善罡（经济日报）、崔维德（中国青年杂志社）、陆微微（中国青年报）、朱杏清（世界经济导报）、周平（中央人民广播电台）、刘佑成、王小鲁（中国社会科学杂志社）、孙祥剑（国家经委财贸综合局）、胡世英（自学杂志社）、周小川（清华大学）、卢迈（北京经济学院）。
1984年6月12日，《经济日报》在总编辑安岗、副总编辑丁望主持下，发布了题为《本报等五单位将召开中青年经济学术讨论会，广泛征集论文邀请入选者作为正式代表出席》的消息称：“将于9月上旬在浙江省联合召开‘中青年经济科学工作者学术讨论会’。讨论的中心内容是我国经济体制改革中的重大理论问题和现实问题。从本月中旬开始，向全国广大中青年经济科学工作者广泛征集论文。论文入选将作为正式代表应邀出席会议。”这次征文是“以文选人”，提出“不讲关系、不讲学历、不讲职称、不讲职业、不讲名气”。从6月12日到8月15日，会议筹备组收到来自全国各地的1300余篇论文，论文作者既有专业研究人员，也有在基层工作的业余研究者。
会议筹备组的日常工作由北京的中青年学者承担。论文评审组组长是王小鲁、周其仁，副组长是朱嘉明、卢迈、宋廷明、高粱。其中王小鲁负责基本理论，周其仁负责农业经济，朱嘉明负责工业经济，卢迈负责财金商经，宋廷明与高粱负责宏观经济体制改革。因来稿众多，乃增加阅稿人员，张少杰、蒋跃、夏小林、高善罡等人先后参与阅稿。
通过“以文选人”，到8月中旬会议敲定了与会者名单。除以论文入选的代表外，还有部分是发起、组织、筹备会议的中青年学者及少数已有一定成就的中青年学者。两部分合计124人。此外，还确定邀请中央有关部门代表和浙江省代表。特邀的中央有关部门主要有中共中央书记处农村政策研究室、中共中央书记处研究室、中共中央组织部青年干部局、中共中央宣传部理论局和宣教局以及共青团中央书记处等。会议特邀中共浙江省委和浙江省人民政府领导及有关方面负责人出席。会前，会议筹备组成员向中共浙江省委、浙江省人民政府领导报告了会议筹备情况并获支持。到8月底，各项筹备工作就绪。

## 召开
1984年9月3日至10日，“中青年经济科学工作者学术讨论会”在浙江省德清县莫干山举行。
1984年9月3日，“中青年经济科学工作者学术讨论会”在莫干山450号（大教堂）内召开。出席会议的有上述论文作者及学者代表124人、中央有关部委代表8人、浙江省特邀及列席代表19人，加上会议领导小组成员、新闻界代表、浙江省有关方面负责人等等，共计180多人。
与会者中，有部分中央和国家有关部门人员，如中共中央书记处农村政策研究室王岐山、中共中央书记处研究室左芳、中共中央宣传部理论局贾春峰、中共中央组织部青年干部局闫淮、中共中央办公厅李英汤等。中共浙江省委副书记、省长薛驹，省委常委、宣传部长罗东，及浙江省社会科学院、浙江省经济研究中心、浙江大学的领导也出席。
在开幕会上，主办单位代表《经济学周报》主编王瑞荪、中共中央宣传部理论局副局长贾春峰等各方先后讲话。开幕式后，全体会议代表合影。
会议期间设有领导小组，由发起单位的领导组成。会议领导小组成员共11人：《经济日报》总编辑安岗、副总编辑丁望，《经济学周报》社长冯兰瑞、主编王瑞荪，中央人民广播电台理论部副主任张学廉、《经济效益报》负责人刘与任、《中国青年》副总编王文起、《中国村镇百业信息报》总编白若冰、浙江省经济研究中心主任张奇、浙江省社会科学院经济研究所所长方民生等。张钢任秘书长，刘佑成、徐景安、黄江南任副秘书长，朱嘉明、周其仁、王小鲁等为主要成员。
开幕式大会之后，转入围绕城市经济体制改革的中心议题开展专题讨论。在北京筹备阶段，初步计划分成5个组（基本理论组、宏观经济体制改革组、工业经济组、农业经济组、财政金融商经组）。到莫干山后，考虑到会议人员较多，以及改革的全局性与迫切性，将专题讨论组增至7个，并调整了顺序：
- 第一组，主要讨论经济体制改革的关键性问题——价格改革的战略问题；
- 第二组，主要讨论工业管理体制和企业活力问题；
- 第三组，主要讨论对外经济开放问题；
- 第四组，主要讨论发挥中心城市多功能问题；
- 第五组，主要讨论金融体制改革问题；
- 第六组，主要讨论农村产业结构变动问题，及农村经济体制改革与城市经济体制改革的接口问题；
- 第七组，主要讨论经济体制改革涉及的一些基本理论问题，如商品经济、所有制问题、政府经济职能问题等等[2]。

在会上不宣读论文，不作空泛议论，而是围绕专题各自发表见解，会议还创造了“挂牌讨论”等新形式。会议期间，大会会务组印发《会议情况》以交流各组信息。1984年9月8日，会议领导小组、各组召集人、会议秘书处召开碰头会，小结会议前一阶段，会议领导小组丁望、冯兰瑞、王瑞荪、张奇、方民生、王文起、张学廉及中共中央办公厅李英汤等人先后发言。

### 议题

#### 价格改革“放调结合”的提出
北京筹备阶段并没设计价格组。1984年9月9日，国务院总理赵紫阳在给中共中央政治局常委的报告中提出经济体制改革的三个问题，其中价格改革被作为重中之重。这一构思应在莫干山会议前已酝酿很久。莫干山会议因此面临价格改革的“决策需求”。会议对“价格体系必须改革”有共识。会上就价格改革的目标模式及其理论依据问题，一种主张是“以计划价格为主体”同时“放开部分价格”，另一种主张侧重于强调“导入市场机制”。会议对价格改革的路径问题讨论最深入、争论最激烈，形成三种意见：一是“以调为主”（代表是国务院价格研究中心田源），二是“以放为主”（代表是西北大学经济系研究生张维迎），三是“调改结合”（代表是中国社会科学院研究生院研究生华生、何家成等）。会后，会议副秘书长徐景安专门写出一份报告《价格改革的两种思路》，指出“上述两种思路，侧重点有所不同，但并不互相排斥和对立，在改革中可把‘调’与‘放’结合起来，能放的先放，能调的先调，互相促进、相辅而行。”会议推动了中国价格双轨制改革思路的提出。

#### 进一步扩大对外开放
这是第三组（对外开放组）的议题，会场设在329牧师别墅。大会印发的《会议情况》第一期是“第三组（对外开放组）的讨论综述”，题为《以沿海开放地带为先导推动我国经济体制的全面改革》。该组组长是朱嘉明，成员有上海的陈申申、陈平、蔡乃中，天津的杜厦、李罗力、金岩石、常修泽、郝一生、杨海田，广州的张向荣，香港招商局蛇口工业区的梁宪等（除了沿海城市之外，中共内蒙自治区党委研究室的郭凡生、陕西的张宝通等内地代表也曾到组讨论）。讨论的焦点是如何进一步实施扩大开放的战略问题，这是对1984年春节邓小平提出的进一步扩大开放问题的回应。一是沿海地带的开放战略问题，与会者提出了使沿海地带形成一个既有分工又有联系的有机结构与系统的建议。二是沿海开放城市的改革问题，与会者一致认为，沿海开放城市作为中国战略发展的前沿阵地，需要建立一整套新的经济体制，沿海开放城市的改革可能成为全国改革的突破口，需要在“区域的整体改革”和“整体的局部改革”中探索新的改革路子。三是沿海地区开放与内地协调发展问题，上海的陈申申等重视沿海地区吸引外资的作用，郭凡生挑战了经济界的“梯度推移”理论。朱嘉明在上述讨论的基础上执笔写成的专题报告称，沿海对外开放，内地也应对外开放，需国家统筹考虑。

#### 国营企业改革
会议组织者在选题时认为，价格改革与对外开放需要微观基础，国营企业（后来称国有企业）必须成为“自负盈亏”的市场主体。围绕该问题，主要展开三方面讨论：一是国营企业改革的基本方向和启动点；二是“利润留成”和“股份制”两种改革方式；三是国营企业破产问题。

#### 金融体制改革
该组有一批金融专家，包括中国人民银行总行金融研究所的蔡重直、刘渝、齐永贵，武汉大学经济系的肖帆，深圳市国际信托投资公司的沈水根等人。9月4日，全组从宏观上讨论“我国经济体制改革的基本路子”。9月5日蔡重直主持讨论“我国经济体制改革和商品生产对金融提出了哪些最为迫切的要求”、“我国应建立什么样的金融体系”、“当前金融改革主要抓哪些环节”等问题。9月6日沈水根主持讨论“区域性金融中心”、“开放金融市场”问题。9月7日肖帆主持讨论由开放金融市场（资本市场）引起的“股份经济”问题。与会者对金融体制改革特别是银行体制改革、发行股票很积极。这是会议触及的最敏感的议题之一。

#### 农村改革和发展
中国农村发展问题研究组和中共中央书记处农村政策研究室是主力，王岐山、陈一谘、周其仁、裴长洪、白南生、左芳等代表参加。一是对农村改革和发展总体形势判断，认为连续几年的改革一方面提出了深入改革农村经济体制、全面改组农村产业结构的新任务，另一方面也为完成该任务准备了条件，需在系统调查研究基础上提出可供决策参考的思想认识和解决办法（本组从一开始便提出了“决策参考”问题）。二是农产品（首先是粮食）购销体制改革。三是变革农村产业结构。讨论成果由王岐山、周其仁执笔写成《改革粮食购销体制和农村产业结构》报告，上报中央。3个月后，1985年中央一号文件提出“农村进行第二步农产品的统派购制度改革”。

#### 其他议题
发挥中心城市功能，政府经济职能，以及基本理论组讨论的社会主义基本理论问题。会上浙江大学经济系的姚先国提交了《社会主义劳动基金的两重性与我国工资改革》论文，但会议未设小组专题讨论。

## 影响

### 提供改革思路和方略
会议结束后，徐景安、朱嘉明、王岐山、黄江南、周其仁等人负责起草拟向高层汇报的专题报告，杜厦、蔡重直、田源、华生、蒋跃、刘渝等青年学者参与执笔（或者提纲写作）。9月15日完成8份专题报告：《价格改革的两种思路》、《与价格改革相关的若干问题》（带两个附件）、《关于沿海对外开放城市的建议》、《实行自负盈亏应从小企业和集体企业起步》（此处的小企业应指国营小企业）、《金融体制改革的若干意见》、《发展和管理股份经济的几个问题》、《改革粮食购销体制与农村产业结构》、《关于我国现阶段政府的经济职能》。
8份专题报告写成后，派代表向主管国家计委和国家体改委的国务委员张劲夫汇报。张劲夫听后于9月20日批示：“中青年经济工作者讨论会上提出的‘价格改革的两种思路’，极有参考价值。”10月10日国务院总理赵紫阳批示：“‘价格改革的两种思路’很开脑筋。总题目是如何使放调结合，灵活运用；因势利导，既避免了大的震动，又可解决问题。广东的从改物价管理体制入手、江苏乡镇企业走过的路、协作煤价的下浮，以及粮棉油大量搞超购价的结果带来了比例价，都实质上是放调结合的成功事例。”
1984年10月召开的中共十二届三中全会提出，“价格体系的改革是整个经济体制改革成败的关键”。莫干山会议的“价格双轨制”成果被国家采纳为政策，价格双轨制的代表人物华生、何家成等人被评为国家级突出贡献的专家。

### 深化经济改革理论研究
会后不久，《经济日报》开辟五个专版，以《探讨经济改革中的理论问题——中青年经济科学工作者学术讨论会论文摘登》刊登会议18篇理论成果。9月25日选登2篇，郭振英的《自负盈亏与企业扩权》，吴克的《计划管理中综合运用各种经济杠杆》；9月28日选登4篇，常修泽的《从蛇口工业区的开发得到的启示》，郭凡生的《谈谈技术的梯度推移规律》，夏禹龙、谭大骏、陈平、蔡乃中的《沿海开放地带的战略地位》，陆丁、张一宁的《引进外资引力何在》；9月29日选登3篇，周小川、楼继伟、李剑阁的《价格改革无需增加财政负担》，张维迎的《价格体制改革是改革的中心环节》，田源、陈德尊的《关于价格改革思路的思路》；10月4日选登3篇，张宝通的《联产承包制适合当前生产力状况》，张太平的《农村家庭经济及其发展趋势》，王长远的《县级经济管理体制改革的趋势》；10月11日选登6篇，郝一生、杜厦的《搞好沿海开放城市的产业配置》，夏禹龙等的《借鉴特区形式，开发新兴工业》，朱嘉明、何伟文的《引进先进技术与保护民族工业》，金岩石的《内地资源开发与沿海对外开放》，沈水根的《对外开放与人民币汇兑制度的改革》，李弘、蔡重直的《建立我国的金融中心》。其他报刊也发表了会议成果。这些发表的会议成果涉及改革发展的理论问题，发表后引发了对其他问题的研究，在研究中开始引进西方经济学成分。许多青年经济学者发表文章，形成了1980年代中后期中青年经济学者从事深度学术研究的热潮，并对1990年代直至21世纪前期中国经济学研究产生了影响。

### 促进经济学者成长
会议涌现出一批中青年经济学者，受到中央领导重视，并与他们座谈。会后一批中青年进入政府部门（如田源任国家体改委委员）。国家体改委还专门成立中国经济体制改革研究所，吸收与会者参加，例如张维迎自西北大学研究生毕业后进入该研究所工作。
地方政府也重视中青年学者的作用。会后，中共河南省委书记刘杰、省长何竹康到北京邀莫干山会议骨干人员组成了河南咨询团，团员有王岐山、朱嘉明、黄江南等。另外会议刚开完，中共上海市委、上海市人民政府便委托经济日报社组成“上海经济工程组”，研究上海振兴与发展方略。北京市、天津市等直辖市及有关省份也陆续成立中青年经济学会。
根据会上商定的意向，会后不久由中青年创办的刊物《中青年经济论坛》于1985年4月在天津创刊，标志着中国中青年经济学者有了属于自己的学术阵地。该刊物实际上是民间学术刊物，以北京、天津、上海为核心，聚集了全国各地中青年经济学者。第一届编委会由36个中青年学者组成，总编辑丁望，副总编辑王小鲁、邢元敏、陈申申、金观涛、郝一生，委员中有24人是莫干山会议参加者，包括丁望、王小鲁、卢健、田源、刘安、刘佑成、乔桐封、朱嘉明、李罗力、杜厦、杨沐、陈一谘、陈申申、陈伟恕、周天豹、周其仁、金岩石、金观涛、张钢、郝一生、郭凡生、黄江南、常修泽、蔡重直，另外12人不是莫干山会议参加者，包括王洛林、王战、左志、邢元敏、孙恒志、刘景林、朱民、巫继学、罗保铭、姚林、张朝中、高铁生。
1986年，编委会调整，朱嘉明改任总编辑，增加罗保铭、黄江南为副总编辑，另外增加孙衔、朱小平、伍晓鹰、华生、何凌、杨小凯、陈琦伟、张向荣、张炜、张思平、徐景安、袁中印、散襄军等13人为编委，其中华生、张向荣、徐景安是莫干山会议参加者。该刊物成为当时很有影响的经济学理论刊物之一。

## 第二届
1985年，第二届中青年经济科学工作者学术讨论会在天津召开。论文评审组的两位组长常修泽、金岩石与十多位青年学者从2615篇论文中选出125位作者，其中30余位是莫干山会议参加者，他们是马凯、田源、贝多广、卢健、孙鸿武、刘安、朱嘉明、华生、李克华、李罗力、李剑阁、李晓西、杜厦、时正新、何家成、陈申申、陈晓梅、周其仁、张钢、张少杰、张向荣、张宝通、张维迎、周小川、金岩石、郝一生、杨海田、郭凡生、高粱、夏小林、徐景安、梁秩森、黄维德、常修泽、蒋跃、楼继伟、蔡重直。其他入选者未参加过莫干山会议，他们是马飚、马建堂、王战、冯仑、刘伟、朱民、卢中原、宋国青、李江帆、李维森（即韦森）、沈骥如、吴晓求、卓勇良、洪银兴、陈琦伟、唐杰、郭振英、郭树清等。
入选论文作者除个别人外都参加了在天津召开的“第二届中青年经济科学工作者学术讨论会”，论文被收入论文集《腾飞的构想》。
莫干山会议和巴山轮会议提出了中国经济改革的思想和方法。由于这两次会议的民间性和自发性，使得思想更活跃、方法更有针对性。莫干山会议和巴山轮会议可以说开启了中国现代智库的先河。

## 纪念
2014年6月21日，为纪念莫干山会议三十周年，搜狐财经、人文经济学会、北京大学国家发展研究院举办“莫干山：1984的创新和动力——2014搜狐财经夏季峰会”。
2016年9月24日至26日，在莫干山芦花荡饭店举办“第五届中青年改革开放论坛（新莫干山会议·2016）”，主办单位是北京中青年改革与创新论坛、中国民生银行研究院、国合现代资本研究院、苏州银行、华夏新供给经济学研究院、中国与全球化智库，支持单位是国家发展和改革委员会国际合作中心。
2017年9月15日至17日，在莫干山举办“新莫干山会议·2017”，指导单位是国家发展和改革委员会国际合作中心，主办单位是北京中青年改革与创新论坛、中国科学院青年联合会。

## 莫干山会议旧址
莫干山会议旧址位于莫干山450号，1923年所建，原为莫干山上最大的教堂，聚会堂（Assembly Hall）内，莫干山会议旧址现已作为一处旅游景点开放。